# Matrimonio en el cristianismo
El matrimonio en el cristianismo es la alianza entre dos personas para formar una familia. La religión cristiana regula esta institución, tanto en las prácticas rituales como en lo vivido a nivel de los individuos. Como resultado, existen fuertes tradiciones hoy en las áreas culturales donde las confesiones cristianas han extendido su influencia.
En la mayoría de confesiones cristianas, el matrimonio es una unión exclusiva para parejas heterosexuales. Sin embargo, en décadas recientes, varias iglesias cristianas, principalmente en América del Norte y Europa, han empezado a oficiar matrimonios entre personas del mismo sexo.
Lo contrario es el divorcio

## En la Iglesia católica

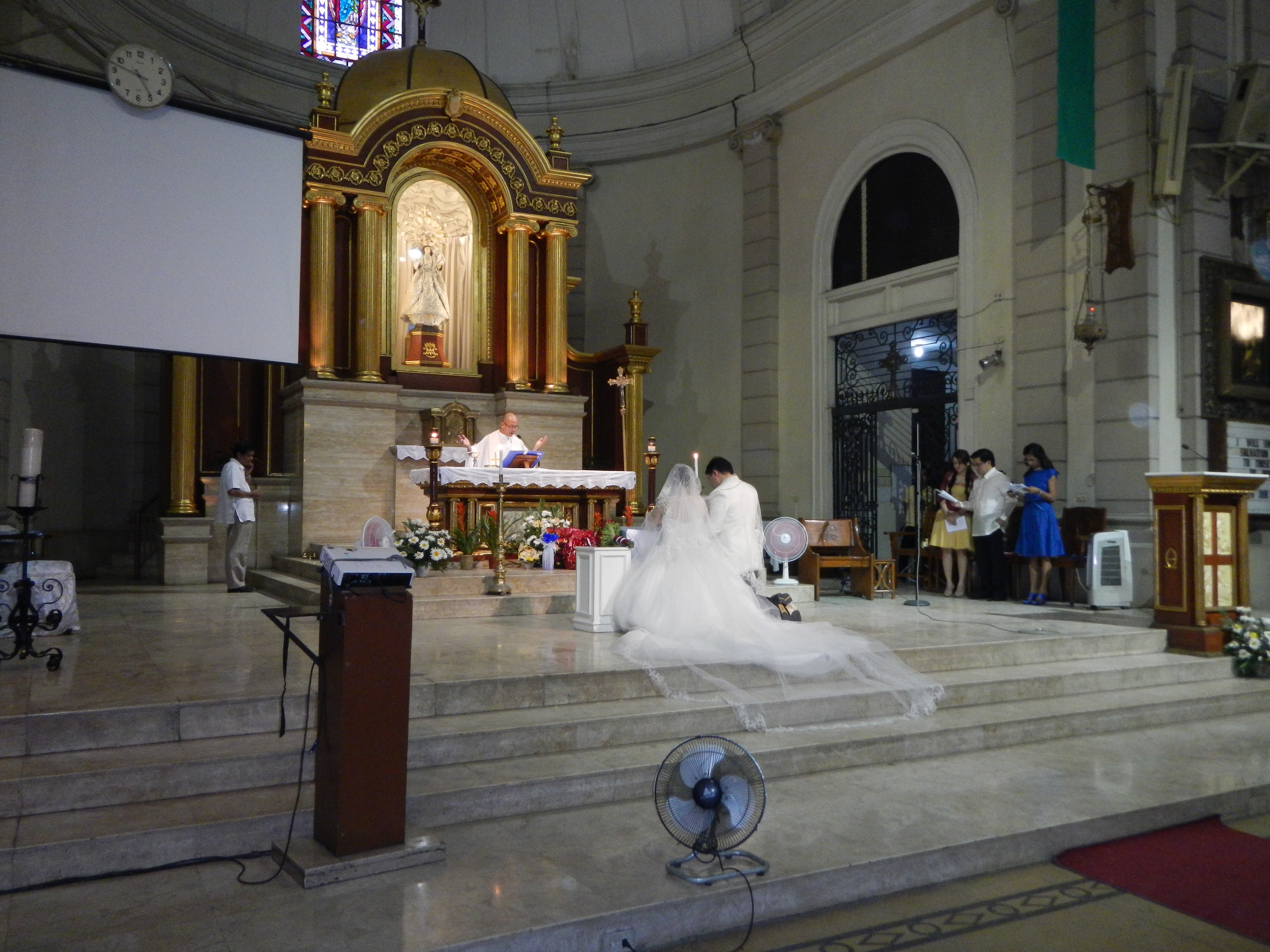
Boda católica en Iglesia de Malate en Manila, Filipinas.

El matrimonio es un sacramento que se da unos a otros, pero siempre tiene lugar en una iglesia o, en su defecto, una capilla.

## En las Iglesias ortodoxa y copta

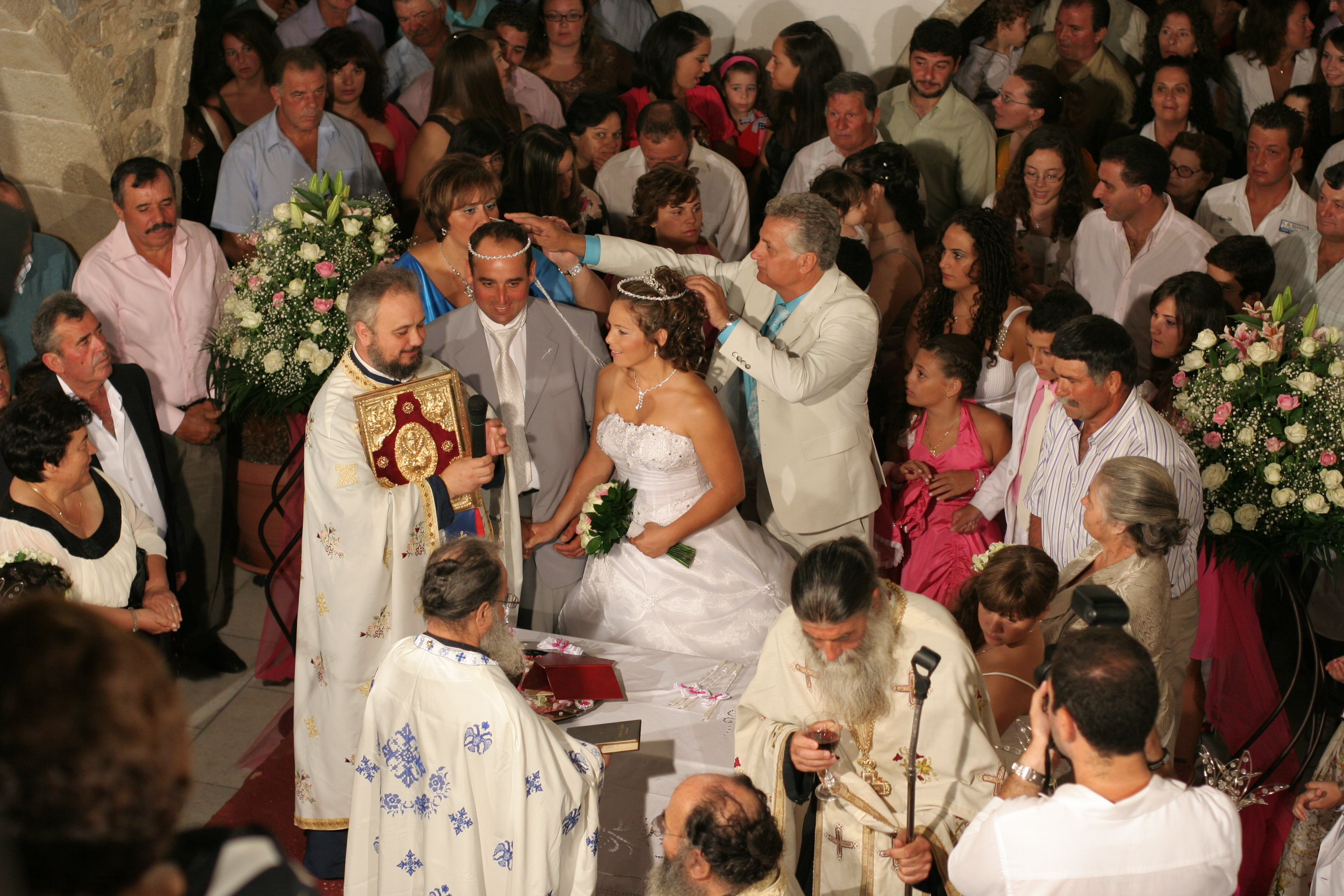
Matrimonio ortodoxo en Naxos, Grecia

### Aspectos doctrinales
En las iglesias ortodoxa y copta el matrimonio es uno de los siete sacramentos y también una vocación compatible con la de los presbíteros y diáconos. Los monjes y los obispos en cambio son invitados a vivir en celibato. Se da más importancia que al consentimiento a la bendición nupcial pues, según su teología, es Cristo mismo quien los une. Así, la huella del matrimonio se mantiene incluso después de la muerte de uno de los cónyuges. Sin embargo, se justifica un nuevo matrimonio del cónyuge que no ha cometido adulterio -en caso de que su esposo(a) lo haya hecho- y por diversos motivos que se han ido añadiendo con el paso del tiempo. De cualquier forma la disciplina no es unitaria en todos los patriarcados dado que se reconoce la indisolubilidad del vínculo pero al mismo tiempo se concede la posibilidad de un nuevo matrimonio en esos casos, por el bien pastoral de los esposos y, además se ha dado mucha interferencia del poder estatal que las iglesias han simplemente asumido.

### Aspectos litúrgicos
El rito de matrimonio en la Iglesia ortodoxa inicia con el rito llamado “oficio de esponsales” en el que los esposos se acercan a la puerta de la iglesia y son interrogados por el celebrante acerca de su deseo libre de unirse en matrimonio. Entonces el sacerdote hace el signo de la cruz sobre la cabeza de cada contrayente tres veces. Luego les hace entrega de unas velas encendidas y los conduce al interior del templo. El celebrante lleva el incensario y cuando llega al altar comienza las plegarias a las que responde el diácono y el coro. Luego pone los anillos a los esposos.
Al “oficio de esponsales” sigue el “oficio de bodas”. Los contrayentes se dirigen nuevamente a la entrada de la iglesia y se acercan en procesión llevando las velas. También el sacerdote viene adelante con el incensario. Cuando llegan al altar, el sacerdote les recuerda las obligaciones y condiciones del matrimonio invitándoles a vivirlo de acuerdo con la fe que profesan. Luego los novios manifiestan públicamente su consentimiento. Siguen otras moniciones leídas por el sacerdote y luego las tres bendiciones (que son oraciones que recuerdan partes relacionadas de la historia de la salvación pidiendo a Dios su bendición).
Sigue el “rito de coronación” por el que el sacerdote pone una corona en la cabeza de cada esposo. Luego se lee el extracto de la carta a los Efesios referida al matrimonio como misterio de la unión de Cristo con su Iglesia (cf. Ef 5 20-83) y el evangelio de las bodas de Caná (cf. Jn 2 1-11). Siguen otras oraciones y el canto del Kyrie.

## En las denominaciones protestantes y evangélicas

### Aspectos doctrinales

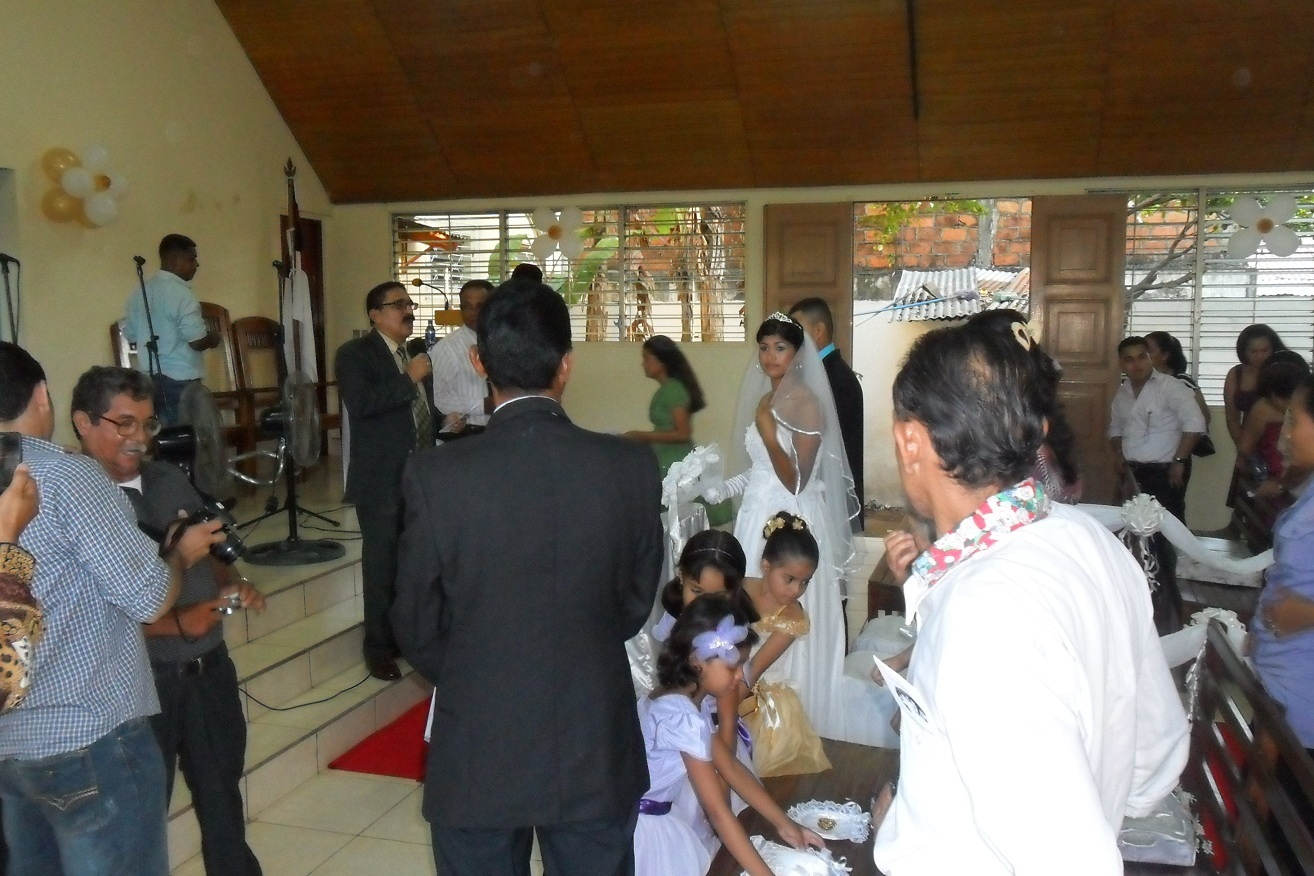
Ceremonia de boda en la Primera iglesia bautista de Rivas, Convención Bautista de Nicaragua, 2011

En el Protestantismo, el matrimonio es ante todo un acto civil resultante de una elección personal de los dos cónyuges. En su mayoría no consideran el matrimonio como una celebración religiosa sino como un evento que incumbe a las autoridades civiles.

#### Matrimonio mormón
Una variedad peculiar en la teología no protestante es la creencia de las iglesias restauracionistas como la Iglesia de Jesucristo de los Santos de los Últimos Días y las variantes del Movimiento Mormón.
Esta denominación predica que el matrimonio es eterno e instituido por Dios,  no finaliza una vez que la muerte separe a la pareja sino que perdura por siempre. El sacerdocio SUD realiza matrimonios en los Templos por todo el tiempo y eternidad, oficiados exclusivamente dentro de sus templos y oficiados por sacerdotes del sacerdocio mayor. En cuanto a los atuendos, son similares a cualquier matrimonio de tipo occidental.

### Aspectos litúrgicos generales
Se subraya especialmente la necesidad de pedir el auxilio divino para que acompañe a los nuevos esposos. Esto por medio de oraciones especiales pero no existe un rito específico. Algunas iglesias luteranas han creado ceremonias litúrgicas adecuadas para manifestar públicamente el consentimiento y la bendición nupcial. Siguen un esquema propio que, tras la lectura de textos bíblicos alusivos, deja lugar a las declaraciones y promesas  de consentimiento. Luego se procede a la entrega de anillos y el pastor da su bendición a los nuevos esposos.

### Matrimonio entre personas del mismo sexo
A partir de fines del siglo XX y comienzos del siglo XXI, han surgido intensos debates al interior de las comunidades cristianas a fin de permitir la bendición de uniones del mismo sexo, encontrándose una diversidad de posturas a favor y en contra. Las primeras Iglesias que han comenzado a celebrar matrimonios a parejas homosexuales, bajo los mismos derechos que un matrimonio heterosexual, se encuentran principalmente en Europa y América del Norte, siendo denominadas como Iglesias inclusivas, al no considerar la homosexualidad como pecado. Entre ellas, destacan las iglesias nacionales de Estado confesional que han reformado su política conyugal en paralelo a las leyes nacionales de matrimonio civil, así como también otras iglesias de tradición luterana, reformada y congregacional.

## Matrimonios interdenominacionales e interreligiosos
Para los matrimonios interreligiosos existe en el cristianismo una diferenciación de dos tipos que se centran en el bautismo de los contrayentes: la unión conyugal entre bautizados cristianos pero que profesan una religión distinta (denominación cristiana), es llamado como «matrimonio interdenominacional», tiene menos restricciones y es una muestra de ecumenismo entre las iglesias; mientras que el matrimonio entre un cristiano y un no cristiano, que por lo general tampoco se encuentra prohibido en la mayoría de los credos cristianos, posee ciertos requisitos que deben cumplir los novios antes de la boda, como permisos especiales y la asistencia a cursos introductorios al matrimonio de culto dispar.